# 마쓰나가 가즈요시
마쓰나가 가즈요시(일본어: 松永 一慶, 1977년 11월 13일 ~ )는 일본의 전 축구 선수이다.

## 구단 경력
1996년 J1리그의 산프레체 히로시마에 입단했다. 1999년까지 11경기에 출전하여, 2득점을 넣었다. 2000년 아비스파 후쿠오카로 이적했다. 그후 프로페서 미야자키, 도치기 SC, 알로스 호쿠리쿠, 미쓰비시 미즈시마 FC에서 활동했다.